# Вест Пиорија (Илиноис)
Вест Пиорија (енгл. West Peoria) град је у америчкој савезној држави Илиноис. По попису становништва из 2010. у њему је живело 4.458 становника.

## Демографија
Према попису становништва из 2010. у граду је живело 4.458 становника, што је 304 (6,4%) становника мање него 2000. године.
| Група             | 2000.         | 2010.         |
| Белци             | 4.159 (87,3%) | 3.491 (78,3%) |
| Афроамериканци    | 406 (8,5%)    | 642 (14,4%)   |
| Азијати           | 41 (0,9%)     | 48 (1,1%)     |
| Хиспаноамериканци | 66 (1,4%)     | 132 (3,0%)    |
| Укупно            | 4.762         | 4.458         |